# Далматинська мова
Далматинська мова (veklisúṅ, vetrún diskaurs; італ. dalmatico; хорв. dalmatski) — мертва мова романської групи індоєвропейської сім'ї, якою колись розмовляло населення Далмації — узбережжя Адріатичного моря від острову Велья (Крк) на півночі до Каттаро (Котору) в сучасній Чорногорії на півдні, що зараз належить переважно Хорватії.
Народ, що розмовляв далматинською, жив здебільшого у приморських містах — Зара (Задар), Трау (Трогір), Спалато (Спліт), Рагуза (Дубровник), Каттаро (Котор), а також на островах Велья (Крк), Керсо (Црес) і Арбе (Раб) у затоці Кварнер на півночі Хорватії.
Перші відомості про далматинську мову доходять з X сторіччя, найдавніші письмові свідоцтва цією мовою належать до XIII сторіччя. Починаючи з XVII сторіччя мова поступово виходить зі вжитку і в XIX повністю зникає. Останній носій далматинської мови — Туоне Удайна — загинув у 1898 році.
Зараз «далматинським» часто йменують штокавсько-ікавський діалект хорватської мови, який відрізняється великою кількістю запозичень з італійської, а також з німецької і турецької мов і поширений за наших часів саме на території історичної Далмації. Однак цей діалект не має нічого спільного з далматинською мовою і їх не слід плутати.

## Діалекти
Практично у кожному місті регіону сформувався свій власний діалект далматинської мови. Переважна їх більшість зникла раніше, ніж була занотована, і про них ми знаємо лише те, що можна було витягти з вивчення запозичених слів, збережених у місцевих хорватських діалектах.
Лише про три діалекти до нас дійшли докладніші відомості:
- вельотский, або північний, розповсюджений на острови Велья (Крк),
- рагузький, або південний, яким розмовляли у Рагузі (сучасний Дубровник),
- і задарський, що був вживаний у Зарі (сучасний Задар).

Перші два найкраще відомі і, як вважається, розвивалися окремо протягом п'яти сторіч. Про інші діалекти майже нічого не відомо. Задарський діалект зник через потужний вплив венеційської мови, інші були асимільовані довколишніми слов'янськими діалектами.

### Рагузький діалект
Рагузький діалект розташований на півдні мовного ареалу, його назва походить від італійської назви міста Дубровник — Рагуза (італ. Ragusa). Ми знаємо про нього з двох листів 1325 і 1397 років (а також з окремих інших середньовічних джерел), але їх мова показує ознаки потужного венеційського впливу і не є чистою далматинською.
Якийсь час Рагузька республіка мала потужний флот і великий вплив у регіоні, але її розквіт був нетривалим. Ми знаємо, що далматинська мова здавна зазнавала загрозу зникнення з боку слов'янської експансії: збереглася постанова рагузького сенату про те, що усі дебати у сенаті повинні вестись lingua veteri ragusea («давньою рагузькою мовою»), а вживання lingua sclava («слов'янської мови») було заборонене. Однак вже у XVI сторіччі далматинська мова у Рагузі цілком вийшла з ужитку.

### Вельотський діалект
Вельотський є північним діалектом і одержав свою назву від італійської назви острова Крк — Велья (італ. Veglia). Останнім носієм цього діалекту і далматинської мови у цілому був Туоне Удайна, який загинув 10 липня 1898 року. Його мову вивчав італійський дослідник Маттео Бартолі, котрий зустрівся з ним у 1897 і зібрав багатий лінгвістичний матеріал.

## Історія
Римляни займали територію давньої Іллірії з 229 року до н. е. по 115 н. е. Купці і державні чиновники спілкувалися латиною, і місцеве населення поступово забувало рідні мови і переходило на латину (точніше, так звану «народну латину»). Цікаво, що декілька римських імператорів, такі як Авреліан, Діоклетіан і Костянтин Великий, мали іллірійське походження.
Після занепаду Західної Римської Імперії Іллірія продовжувала розмовляти латиною, і мова еволюціонувала порівняно незалежно від інших романських мов, перетворюючись спочатку на регіональний варіант і згодом — на цілком окрему мову.
Уперше мова згадується в джерелах X сторіччя, вважається, що тоді нею розмовляли десь 50000 осіб. Далматинська мова піддавалася впливу інших мов, більш за все слов'янських і венеційської, однак зберігала своє латинське коріння. Першими письмовими документами далматинською мовою є товарні описи XIII сторіччя, написані рагузьким діалектом. Лист XIV сторіччя з Задару показує потужний венеційський вплив, якого зазнавала мова тих часів; як гадають, цей вплив був головною причиною занепаду і остаточного зникнення далматинської мови в Задарі.

## Характеристики далматинської мови
Деякі її риси досить архаїчні. Наприклад, далматинська мова є однією з двох романських мов (другою є сардинська), які не палаталізують звуки /k/ і /g/ перед /e/ чи /i/: лат. cenare — вельотське kenur («вечеряти»).
Деякі далматинські слова були збережені як запозичення у південнослов'янських мовах, таких як хорватська, а також у албанській.
Колись далматинська мова вважалася перехідною проміж італійською і румунською мовами; однак насправді далматинська має дуже мало спільних рис з довколишніми румунськими діалектами, такими як майже вимерлий істро-румунський, яким розмовляють поблизу від острову Крк на півострові Істрія в Хорватії.
Серед рис, що об'єднують далматинську з румунською, можна згадати декілька консонантних зсувів, які зі всіх романських мов спостерігаються тільки у цих двох мовах.
| початок | результат | латина   | вельотский діалект | румунська | італійська | значення |
| ------- | --------- | -------- | ------------------ | --------- | ---------- | -------- |
| /kt/    | /pt/      | octo     | guapto             | opt       | otto       | вісім    |
| /gn/    | /mn/      | cognatus | comnut             | cumnat    | cognato    | родич    |
| /ks/    | /ps/      | coxa     | copsa              | coapsa    | coscia     | стегно   |

Також в обох мовах існує декілька слів латинського походження, що не були запозичені жодною з інших романських мов:
- excotere > румунське scoate, далматинське skutro («вилучати»), не зустрічається в жодній з інших романських мов;
- singulus > румунське singur, далматинське sanglo («сам-один»): інші романські мові використовують у цьому значенні слова, що походять від латинського solus.

Окрім того, майбутній час створюється у далматинській мові за допомогою дієслова «хотіти», як в румунській (і інших мовах Балканського мовного союзу).

## Словник
Далматинська зберегла латинську лексику, що стосується міського життя, а в румунській вона зникла. Це є наслідком того, що далматинці складали активні міські громади, тоді як румуни були витиснені у гірську місцевість до малих сільських осад під час великого переселення народів і темних сторіч.
Також далматинська мова на відміну від румунської не містила субстратних слів фракійського чи іллірійського походження, що відбиває різницю в походженні етносів: далматинці булі переважно нащадками римських колоністів, що прибули з Італії, а румуни походять від латинізованого місцевого населення.
Спочатку великий вплив на далматинську мову мали ретороманські мови. Зі зростанням венеційського торговельного впливу посилився тиск з боку венеційської мови. Чакавські (а в Рагузі — штокавські) діалекти хорватської мови, що були принесені до Далмації слов'янськими міграціями, набули великого значення в міському житті наприкінці XVI сторіччя і незабаром повністю витіснили далматинську з повсякденного ужитку.

## Граматика
Далматинська мова демонструє тенденцію до аналітичності, іменники і прикметники втрачають ознаки роду і числа, відмінювання іменників повністю зникло, а дієвідмінювання значно спростилося, хоча дієслово зберегло ознаки роду (чоловічого та жіночого) і числа.
Визначений артикль використовувався тільки в препозиції на відміну від східнороманських мов (в тому числи румунської), де він слідує за іменником.

## Зразки мови
Молитва «Отче наш» далматинською, італійською, істро-румунською і дако-румунською мовами.
| далматинська                                              | італійська                                             | істро-румунська                                   | дако-румунська                                          |
| --------------------------------------------------------- | ------------------------------------------------------ | ------------------------------------------------- | ------------------------------------------------------- |
| Tuota nuester, che te sante intel sil,                    | Padre nostro, che sei nei cieli,                       | Ciace nostru car le şti en cer,                   | Tatăl nostru care eşti în ceruri,                       |
| sait santificuot el naun to.                              | sia santificato il tuo nome.                           | neca se sveta nomelu teu.                         | sfiinţească-se numele tău.                              |
| Vigna el raigno to.                                       | Venga il tuo regno.                                    | Neca venire craliestvo to.                        | Vie împărăţia ta.                                       |
| Sait fuot la voluntuot toa, coisa in sil, coisa in tiara. | Sia fatta la tua volontà, come in cielo così in terra. | Neca fie volia ta, cum en cer, aşa şi pre pemint. | Facă-se voia ta, precum în cer, aşa şi pe pământ.       |
| Duote costa dai el pun nuester cotidiun.                  | Dacci oggi il nostro pane quotidiano                   | Pera nostre saca zi de nam astez.                 | Pâinea noastră cea de toate zilele dă-ne-o nouă astăzi. |
| E remetiaj le nuestre debete,                             | E rimetti a noi i nostri debiti,                       | Odproste nam dutzan,                              | şi ne iartă nouă păcatele noastre,                      |
| coisa nojiltri remetiaime a i nuestri debetuar.           | come noi li rimettiamo ai nostri debitori.             | ca şi noi odprostim a lu nostri dutznici.         | precum şi noi iertăm greşiţilor noştri.                 |
| E naun ne menur in tentatiaun,                            | E non ci indurre in tentazione,                        | Neca nu na tu vezi en napastovanie,               | Şi nu ne duce pe noi în ispită,                         |
| miu deleberiajne dal mal.                                 | ma liberaci dal male.                                  | neca na zbăveşte de zvaca slabe.                  | ci ne mântuieşte de cel rău.                            |